# Ammonschönbronn
Ammonschönbronn ist ein Gemeindeteil der Gemeinde Wieseth im Landkreis Ansbach (Mittelfranken, Bayern). Ammonschönbronn liegt in der Gemarkung Aichau.

## Geographie
Das Dorf liegt am rechten Ufer der Wieseth. Der Hörnleinsbach mündet südlich des Ortes als rechter Zufluss und der Geißbach östlich des Ortes als linker Zufluss in die Wieseth. Südwestlich des Ortes befindet sich der Maisbuck. Eine Gemeindeverbindungsstraße führt nach Mittelschönbronn (0,6 km nordöstlich) bzw. die Staatsstraße 2222 kreuzend Höfstetten (1,4 km südlich).

## Geschichte
Das Kloster Heilsbronn erwarb dort 1394 ein Gut von Brandt von Kemmathen.
Ammonschönbronn lag im Fraischbezirk des Ansbachischen Oberamtes Feuchtwangen. 1732 gab es 7 Anwesen. Grundherren waren das Oberamt Feuchtwangen (Verwalteramt Forndorf: 1 Hof, 3 Güter; Verwalteramt Waizendorf: 2 Halbhöfe) und die Reichsstadt Dinkelsbühl (1 Gut). Außerdem gab es ein Hirtenhaus, das von der gesamten Gemeinde genutzt wurde. An diesen Verhältnissen hatte sich bis zum Ende des Alten Reiches nichts geändert. Von 1797 bis 1808 unterstand der Ort dem Justiz- und Kammeramt Feuchtwangen.
Mit dem Gemeindeedikt (frühes 19. Jahrhundert) wurde Ammonschönbronn dem Steuerdistrikt Gräbenwinden und der Ruralgemeinde Aichau zugeordnet. Im Zuge der Gebietsreform in Bayern wurde Ammonschönbronn am 1. Januar 1972 nach Wieseth eingemeindet.

### Einwohnerentwicklung
| Jahr      | 1818   | 1840   | 1861   | 1871   | 1885   | 1900   | 1925   | 1950   | 1961   | 1970   | 1987   | 2006  |
| Einwohner | 55     | 37     | 43     | 45     | 50     | 46     | 40     | 53     | 37     | 36     | 42     | 39    |
| Häuser    | 10     | 8      |        |        | 11     | 10     | 7      | 7      | 8      |        | 10     |       |
| Quelle    | [ 11 ] | [ 12 ] | [ 13 ] | [ 14 ] | [ 15 ] | [ 16 ] | [ 17 ] | [ 18 ] | [ 19 ] | [ 20 ] | [ 21 ] | [ 1 ] |

## Religion
Der Ort ist seit der Reformation evangelisch-lutherisch geprägt und bis heute nach St. Wenzeslaus (Wieseth) gepfarrt. Die Einwohner römisch-katholischer Konfession waren ursprünglich nach St. Ulrich und Afra (Feuchtwangen) gepfarrt, heute ist die Pfarrei Herz Jesu (Bechhofen) zuständig.